# La Clôture
La Clôture est un roman de Jean Rolin paru en 2001.

## Résumé
Le livre évoque, en parallèle, la vie du maréchal Ney et celle des habitants qui, aujourd'hui, dans les parages du boulevard qui porte son nom, à la limite nord du 18e arrondissement et aux frontières du 19e arrondissement (Rue de la Clôture), figurent parmi les plus démunis des Parisiens.

## Hommage
Le roman est récompensé du prix Jean-Freustié en 2002.